# Karl Adolf von Strotha
Karl Adolf von Strotha (* 22. Februar 1792 in Frankenstein; † 15. Februar 1870 in Berlin) war ein preußischer Generalleutnant und 1848/50 Kriegsminister.

## Leben

### Herkunft
Er war der Sohn von Johann Christoph von Strotha († 1806) und dessen Ehefrau Sophie, geborene von Kessel. Sein Vater war preußischer Oberst, Kommandeur des Infanterieregiments „von Thile“ und Ritter des Ordens Pour le Mérite.

### Militärkarriere
Strotha wurde Mitte August 1805 als Gefreiterkorporal im Infanterieregiment „von Treuenfels“ der Preußischen Armee angestellt und nahm 1806 an der Schlacht bei Jena teil. Bei der Kapitulation von Anklam geriet er kurzzeitig in französische Kriegsgefangenschaft. Nach dem Frieden von Tilsit verblieb Strotha in der verkleinerten Armee und kam 1809 als Fähnrich in die Schlesische Artillerie-Brigade. Am 25. April 1811 avancierte er zum Sekondeleutnant und nahm 1813/14 während der Befreiungskriege an den Schlachten bei Großgörschen, Bautzen, Dresden, Haynau, Kulm, Dohna und Leipzig teil. Seine Leistungen wurden durch die Verleihung des Eisernen Kreuzes II. Klasse, des Russischen Ordens der Heiligen Anna II. Klasse mit Schleife sowie des Ordens des Heiligen Wladimir IV. Klasse gewürdigt.
Im Juni 1815 wurde Strotha zum Premierleutnant befördert. Ein Jahr später wurde er Kapitän in der Brandenburgischen Artillerie-Brigade. Außerdem bereiste er verschiedene europäische Länder. Zwischen 1827 und 1830 war er Artillerieoffizier vom Platz in Magdeburg. Danach wurde Strotha Major in der Garde-Artillerie-Brigade und Mitglied der Artillerie-Prüfungskommission. Am 30. März 1836 beauftragte man ihn mit der Führung der 3. Artillerie-Brigade und ernannte ihn am 14. Januar 1837 zum Brigadier. In dieser Stellung folgte am 30. März 1840 seine Beförderung zum Oberstleutnant sowie am 7. April 1842 zum Oberst. Daran schloss sich vom 21. Januar 1847 bis zum 2. März 1848 eine kurzzeitige Verwendung als Brigadier der 7. Artillerie-Brigade in Münster an. Unter Verleihung des Charakters als Generalmajor wurde Strotha am 2. März 1848 zum Kommandanten von Saarlouis ernannt. Das Patent zu seinem Dienstgrad erhielt er am 10. Mai 1848.
Am 8. November 1848 wurde Strotha Staats- und Kriegsminister im Kabinett Brandenburg sowie Chef der Direktion des Großen Militärwaisenhauses. Er war maßgeblich an der militärischen Organisation der Gegenrevolution beteiligt. So ließ er General der Kavallerie Friedrich von Wrangel in Berlin einmarschieren. Später organisierte er die Bekämpfung der Revolutionäre in Dresden, in Baden und der Niederschlagung des pfälzischen Aufstandes. Im Jahr 1850 reichte er seinen Rücktritt ein, weil es zwischen König Friedrich Wilhelm IV. Meinungsverschiedenheiten gab. Dahinter standen auch Kompetenzfragen zwischen König und Minister. Der König hatte Ernennungen ohne die in anderen Ministerien übliche ministerielle Gegenzeichnung vorgenommen.
Unter Enthebung von seiner Stellung als Staats- und Kriegsminister wurde Strotha am 27. Mai 1850 zum Generalleutnant von der Armee befördert. Am 26. September 1850 folgte seine Ernennung zum Inspekteur der 2. Artillerie-Inspektion und zeitgleich fungierte er ab 29. September 1850 auch als Präses der Artillerieprüfungskommission, ehe er am 18. Februar 1854 mit der gesetzlichen Pension in den Ruhestand wurde.
Strotha war 1849 und 1850 Mitglied in der ersten Kammer des Preußischen Landtages und 1850 Mitglied des Erfurter Unionsparlaments.
Als militärhistorischer Autor verfasste Strotha einige Schriften.

### Familie
Da Strotha nicht verheiratet und letzter seines Geschlechts war, wurde auf seine Bitte hin durch Prinzregent Wilhelm I. mit A.K.O. vom 7. März 1860 das Adelsdiplom seinen natürlichen Kindern Karl Adolf Schneider und dessen Schwester Karoline Marie Emilie, verheiratete Simon übertragen.